# L'Isle-Jourdain (Nuova Aquitania)
L'Isle-Jourdain è un comune francese di 1 248 abitanti situato nel dipartimento della Vienne nella regione della Nuova Aquitania.

## Società

### Evoluzione demografica
Abitanti censiti